# Родріго Альєндро
Родріго Альєндро (ісп. Rodrigo Aliendro, нар. 16 лютого 1991, Мерло) — аргентинський футболіст, півзахисник клубу «Рівер Плейт». Виступав також за низку інших аргентинських клубів. Чемпіон Аргентини.

## Ігрова кар'єра
Родріго Альєндро народився 1991 року в місті Мерло, та є вихованцем футбольної школи клубу «Чакаріта Хуніорс». У 2011 році Альєндро розпочав виступати в основній команді клубу, проте до основного складу команди не пробився, і в 2013 році клуб віддав гравця в річну оренду до клубу «Ітусаїнго». Після повернення з оренди півзахисник зумів стати гравцем основного складу «Чакаріта Хуніорс», та грав у складі команди до 2016 року.
У 2016 році футболіст перейшов до складу клубу «Атлетіко Тукуман», у якому виступав до 2019 року. З 2019 до 2022 року Альєндро грав у складі клубу «Колон». З 2022 року футболіст грає у складі клубу «Рівер Плейт». У складі команди в 2023 році Альєндро став чемпіоном Аргентини

## Титули і досягнення
- Чемпіон Аргентини (1):

«Рівер Плейт»: 2023